# カラチェフ公国
カラチェフ公国（ロシア語: Карачевское княжество）は、モンゴル帝国のバトゥの侵攻によりチェルニゴフ公国が壊滅した後に、その領域内に成立した分領公国のうちの一つ（オカ川上流公国群のうちの一つ）である。公国は1246年から1360年頃の間にかけて、カラチェフを首都として成立していた。

## 歴史
1246年、チェルニゴフ公ミハイルがジョチ・ウルスによって殺害されると、ミハイルの所領は、その4人の息子たちによって分割相続された。カラチェフ公国は、ミハイルの次男・ムスチスラフが相続した領域である。
カラチェフ公国は、首都のカラチェフに加え、コゼリスク、ボルホフ、エレツ、ズヴェニゴロド、モサリスク、セルペイスク、リフヴィン、ベリョーフ、ホチムリ(ru)、クロムィ(ru)がその領域内に含まれていた。とはいえ、多分に伝承的な性質を帯びるグルホフ公セミョーン（チェルニゴフ公ミハイルの子とされる）の存在を是とする場合、ボルホフはセミョーンの領土に含まれていた可能性がある。
時代が下るにつれ、カラチェフ公国の領域は縮小していった。13世紀後半にはカラチェフ公国からボルホフ公国(ru)が、14世紀初めにはズヴェニゴロド公国、コゼリスク公国が分離した。1430年代のカラチェフ公国の国境線は、西でブリャンスク公国、南東でリトアニア大公国、東でムツェンスク公国、北東ではタルーサ公国、ノヴォシリ公国と接していた。
1360年頃、カラチェフ公国はリトアニア大公国に組み込まれ、カラチェフ公はリトアニア大公に仕えるようになった。その後、1500年にカラチェフはイヴァン3世治世期のモスクワ大公国領になっている。